# Mon Repos (Santa Lucía)
Mon Repos es una localidad de Santa Lucía que forma parte del distrito de Micoud.